# لشکر ۱ کانادا
لشکر ۱ کانادا (انگلیسی: 1st Canadian Division) لشکر پیاده‌نظام نیروی زمینی کانادا است، که در سال ۱۹۱۴ تأسیس شد.
یک تشکیلات فرماندهی و کنترل عملیاتی مشترک مستقر در پایگاه هوایی کینگستون است و تحت فرماندهی عملیات مشترک کانادا قرار دارد. این لشکر یک واحد با آمادگی بالا است که قادر به حرکت در کوتاه‌ترین زمان ممکن است و از نظر پرسنل و تجهیزات برای برآورده کردن اهداف نظامی کانادا جهت مقابله با هرگونه تهدید بالقوه تجهیز شده است.
لشکر اول کانادا که در طول جنگ جهانی اول در اوت ۱۹۱۴ تشکیل شد، تشکیلاتی از نیروی اعزامی کانادا بود. این لشکر شامل یک اسکادران سواره نظام و یک گروهان دوچرخه‌سوار، سه تیپ پیاده نظام (تیپ‌های اول، دوم و سوم پیاده نظام کانادا، هر کدام شامل چهار گردان) به نمایندگی از تمام نقاط کانادا، سه تیپ توپخانه صحرایی (تقریباً معادل هنگ‌های مدرن) مسلح به توپ‌های ۱۸ پوندی و مهندسان، به همراه عناصری از سپاه خدمات ارتش و سپاه پزشکی ارتش بود. کل تشکیلات جنگی این لشکر ۱۷۸۷۳ نفر در تمام رده‌ها و ۴۹۴۳ اسب بود. این لشکر در طول خدمت خود در جنگ جهانی اول، در نبردهای قابل توجه دیگری در جبهه غرب در ایپر، فستوبرت، سم، ویمی ریج، پاسچندال و آمیان جنگید.
پس از جنگ، این لشکر منحل شد و تنها در ۱ سپتامبر ۱۹۳۹ به عنوان لشکر اول پیاده نظام کانادا برای خدمت در جنگ جهانی دوم، به عنوان یک تشکیلات دوباره بسیج شد. این لشکر بخشی از لشکرکشی متفقین برای حمله به سیسیل و همچنین لشکرکشی آنها به سرزمین اصلی ایتالیا بود، جایی که آنها با نبردهای قابل توجهی مانند اورتونا، دره لیری و خط گوتیک مرتبط هستند. این لشکر در سال ۱۹۴۵ دوباره به ارتش اول کانادا پیوست تا در آزادسازی هلند غربی قبل از پایان جنگ در اروپا شرکت کند.
این لشکر همچنین دو بار در طول جنگ سرد دوباره فعال شد: از سال ۱۹۵۳ تا ۱۹۵۸ و دوباره از سال ۱۹۸۸ تا ۱۹۹۲.
در سال ۲۰۱۰، این لشکر برای سومین بار فعال شد. در حالی که چهار لشکر (دوم تا پنجم) ارتش کانادا مسئول فرماندهی واحدها در مناطق جغرافیایی مربوطه خود هستند، ستاد لشکر اول کانادا به عنوان یک ستاد مشترک با قابلیت استقرار و آمادگی بالا برای فرماندهی و کنترل نیروهای مشترک، بین سازمانی و چند ملیتی برای دستیابی به اهداف ملی در داخل و خارج از کشور تشکیل شد.